# Mount Korsch
Mount Korsch är ett berg i Antarktis. Det ligger i Östantarktis. Nya Zeeland gör anspråk på området. Toppen på Mount Korsch är 4 037 meter över havet, eller 195 meter över den omgivande terrängen. Bredden vid basen är 1,8 km.
Terrängen runt Mount Korsch är huvudsakligen bergig, men den allra närmaste omgivningen är kuperad. Trakten är obefolkad. Det finns inga samhällen i närheten.